# Central Park Tower
Central Park Tower, auch 217 West 57th Street und Nordstrom Tower, ist ein Super-Wolkenkratzer in Manhattan in New York City. Das Gebäude ist 472 m (1550 Fuß) hoch und mit Stand 2023 der zweithöchste Wolkenkratzer der Stadt und der Vereinigten Staaten sowie das höchste Wohngebäude weltweit.
Die Bauarbeiten begannen im Juli 2014 und der Turm wurde im Dezember 2021 komplett fertiggestellt. Als Architekt wurde Adrian Smith gewählt, der unter anderem das Design des Burj Khalifas entwarf. Der Central Park Tower hat ab der Basis 98 Etagen sowie vier Untergeschosse. Im Marketing werden 136 Geschosse angegeben, ebenso in den Fahrstühlen. Zu Beginn des Projektes wurde das Gebäude noch Nordstrom Tower nach dem Hauptmieter Nordstrom genannt.

## Lage
Der Central Park Tower befindet sich in Midtown Manhattan an der Nordseite der West 57th Street zwischen der Seventh Avenue und Broadway. Ein Block nördlich liegen der Columbus Circle und die Südwestecke des Central Park. Der Turm ist Teil der Billionaires’ Row, einer Reihe von neuerbauten Wolkenkratzern entlang der 57th und 58th Street, darunter der One57 (306 Meter), der 111 West 57th Street (435 Meter), der 220 Central Park South (290 Meter) und der 432 Park Avenue (426 Meter).

## Übersicht
Erstmals öffentlich erwähnt wurde das Projekt im Mai 2011. Von Anfang an war zu erwarten, dass das Gebäude die 300-m-Marke überschreiten würde, da es um zirka 30 Prozent mehr „Höhenrechte“ (engl. air rights) besitzt als das damals schon im Bau befindliche One57 (306 m), welches ebenfalls von Extell Corp. entwickelt wurde und sich in unmittelbarer Nachbarschaft befindet (157 West 57th Street). Zukünftige Bewohner der oberen Etagen (mehr als 400 m über dem Boden) würden eine einmalige Aussicht auf den Central Park sowie auf die Skyline von New York genießen. Ende Juni 2015 ließ Extell verlautbaren, dass der offizielle Name des Projekts ab sofort Central Park Tower sei.
Ende November 2012 wurden DOB (Department of Buildings – NYC) Dokumente eingereicht, die eine Höhe von 472 m angeben. Da das DOB die Höhe immer nur bis zum letzt bewohnten Stockwerk angibt (also keine Masten, Antennen, Dachfirste etc. berücksichtigt), konnte man davon ausgehen, dass der Turm über 500 m hoch werden würde. Im Oktober 2013 wurde die Höhe auf 434 m reduziert. Am 9. Juli 2014 wurde bekannt, dass die finale Höhe des Turms bis zur Spitze 1775 Fuß (541 m) betragen soll, also nur um einen Fuß (was in etwa 30 cm entspricht) niedriger als das One World Trade Center.

### Höhe
Laut Informationen vom Mai 2015 sollte der Turm insgesamt 547 m hoch werden, wobei die Dachhöhe 472 m betrage. Doch Mitte Juni wurde bekannt, dass nur die Dachhöhe nun 464 m beträgt, während das Gebäude wie zuvor insgesamt 541 m hoch wird, womit das One World Trade Center mit 541,3 m weiterhin das höchste Gebäude von New York bleibt.
Anfang September 2015 gab man schließlich bekannt, dass der Turm nun ohne Antennenmast gebaut wird, und die ursprüngliche Dachhöhe von 472 m beibehalten wird.
Nimmt man nicht die architektonische Höhe, sondern die Dachhöhe von 472 m, dann wäre mit Stand Januar 2024 der Central Park Tower das höchste Gebäude der Stadt – vor 111 West 57th Street (435 m), One Vanderbilt (427 m), 432 Park Avenue (426 m) und One World Trade Center (417 m).

### Nutzung
Das Gebäude hat eine Bruttogeschossfläche von 119.409 m². Die ersten sieben Geschosse werden von der US-amerikanischen Kaufhaus- und Versandhauskette Nordstrom genutzt. In Stockwerk acht bis zwölf befinden sich Gemeinschaftsräume für die Bewohner. Elf Aufzüge bedienen die oberen Geschosse. Diese Aufzüge des Herstellers Otis erreichen eine Geschwindigkeit von zirka 19 m/s. Der Eingang zum Nordstrom-Geschäft liegt an der 57th Street; der Eingang für die Bewohner an der 58th Street.

#### Eigentumswohnungen
Vom 32. Obergeschoss an beherbergt das Gebäude 179 Eigentumswohnungen. Jede Wohnung besitzt zwischen zwei und acht Schlafzimmer und jeweils zwischen 133 und 1.626 m² Wohnfläche. Im Durchschnitt erstreckt sich eine Wohnung über 460 m². Wie 2017 in einem Angebot zu lesen war, war die günstigste Wohnung eine 1,5 Millionen US-Dollar teure Atelierwohnung, während 20 der größten Wohneinheiten für jeweils über 60 Millionen US-Dollar verkauft wurden. Ein dreistöckiges Penthouse an der Spitze des Gebäudes reicht über 1.600 m² vom 129. bis zum 131. Obergeschoss. Dieses Penthouse besitzt ein eigenes Fitnessstudio, einen Tanzsaal, eine Bibliothek, und eine Sternwarte. Der Kaufpreis wird mit 250 Millionen US-Dollar angegeben.
Die Inneneinrichtung der Eigentumswohnungen wurde von Rottet Studio entworfen. Die Wohneinheiten haben einen offenen Grundriss und bodentiefe Fenster mit Blick auf den Central Park und die Umgebung. Die Einrichtung enthält Geräte von namhaften Herstellern wie Miele oder Sub-Zero, speziell zugeschnittene Möbel und Fußböden aus Weiß-Eiche.

#### Gemeinschaftsräume
In den Stockwerken acht bis zwölf befinden sich 4600 m² Gemeinschaftseinrichtungen. Im 14. Stock befindet sich der „Central Park Club“ mit Lounge, Theater, Konferenzraum, Spielbereich und „Tween Lounge“. Eine begrünte Terrasse bietet einen 18 m langen Außenpool mit Pergolas und Rankwänden, eine Rasenfläche und zwei Gärten. Im 16. Obergeschoss gibt es einen Innenpool, Übungsraum, Spa, Fitnessstudio, Basketballhalle und einen Innenspielplatz.
Des Weiteren existiert ein dreistöckiger privater Club mit dem Namen „The 100th Floor“ nahe der Gebäudespitze, der als höchster privater Club der Welt vermarktet wird. Er enthält einen 126-Personen-Tanzraum, eine Zigarrenbar und einen privaten Speiseraum.

#### Nordstrom-Geschäft
Ein Nordstrom-Geschäft nimmt ungefähr 26.500 m² auf den unteren fünf Etagen sowie in zwei Kellergeschossen ein. Das Geschäft besitzt insgesamt eine Verkaufsfläche von 33.000 m², darunter auch Flächen in den Gebäuden 5 Columbus Circle und 1776 Broadway. Die Geschäftsräume besitzen einen offenen Grundriss und 5,8 m Deckenhöhe. Außerdem enthält die Geschäftsfläche sechs Bars und Restaurants, darunter zwei des Starkochs Tom Douglas.

## Bauarbeiten
Ende 2011 wurde damit begonnen, auf dem Baugelände stehende Gebäude abzureißen. Ende Dezember 2012 verblieb nur noch ein Gebäude zum Abriss. Im Sommer 2013 wurden die letzten Abrissarbeiten beendet, um mit dem Fundament zu beginnen. Der Bau sollte gegen Anfang 2014 vollumfänglich beginnen. Am 19. Februar 2013 wurde eine Genehmigung für die anstehenden Fundamentarbeiten erteilt. Diese liefen Mitte November 2013 an und sollen etwa 18 Monate dauern. Mitte Juli 2014 wurde damit begonnen, Beton in das Fundament zu gießen. Anfang November 2014 wurden erste Bewehrungsstäbe installiert.
Die Fertigstellung und damit der Bezug der Wohnungen war für das Jahr 2020 geplant. Das Nordstrom-Kaufhaus eröffnete im November 2019 auf sieben Etagen.
Im Januar 2020 begannen die Installation der letzten Stahlträger an der Spitze des Turmes. Einige Monate zuvor im September 2019 endeten bereits die Betonierarbeiten. Anfang Februar 2020 wurden die finalen Stahlelemente in ihre Position gehoben und befestigt, damit wurde die Endhöhe von 472,4 m erreicht. Ende Dezember 2021 war der Bau vollendet.

## Galerie

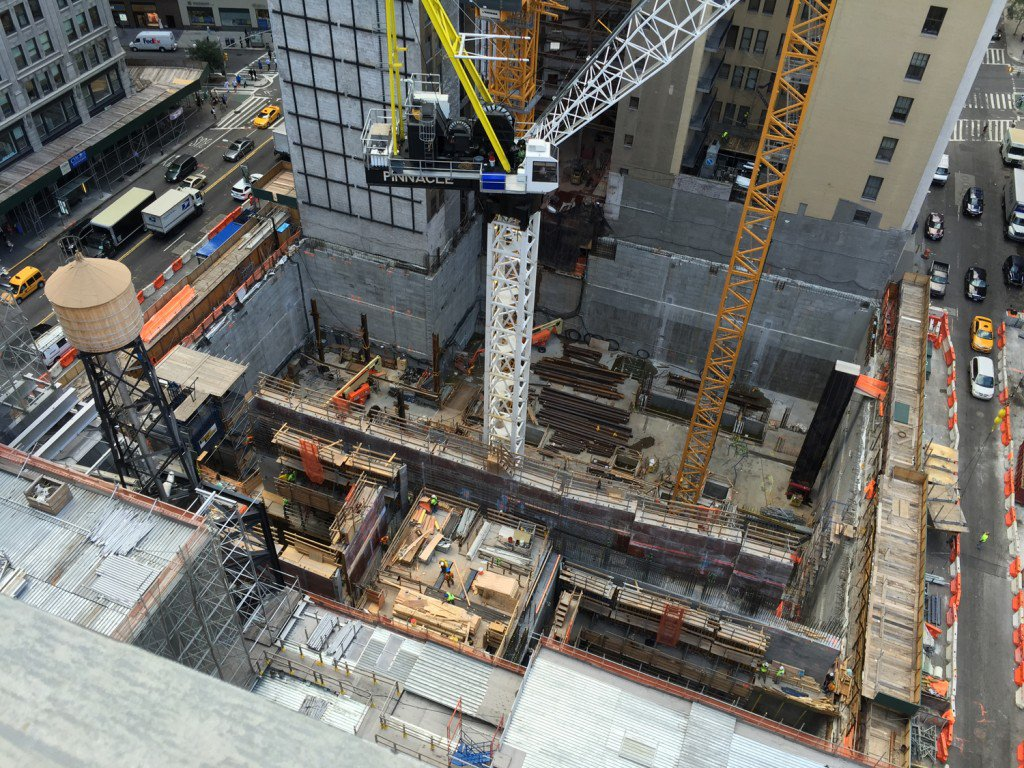
Baufortschritt am 1. Oktober 2015
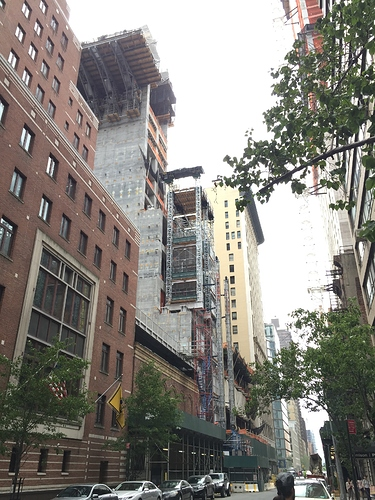
Der Turm am 1. Juli 2016
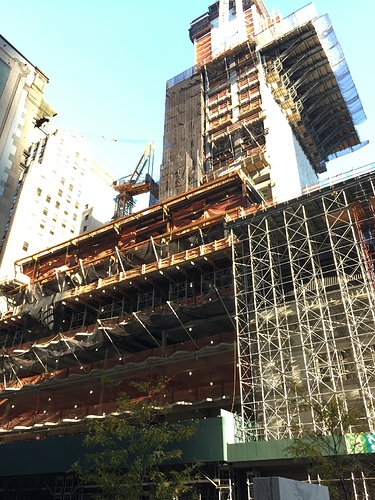
Das Gebäude am 24. Oktober 2016
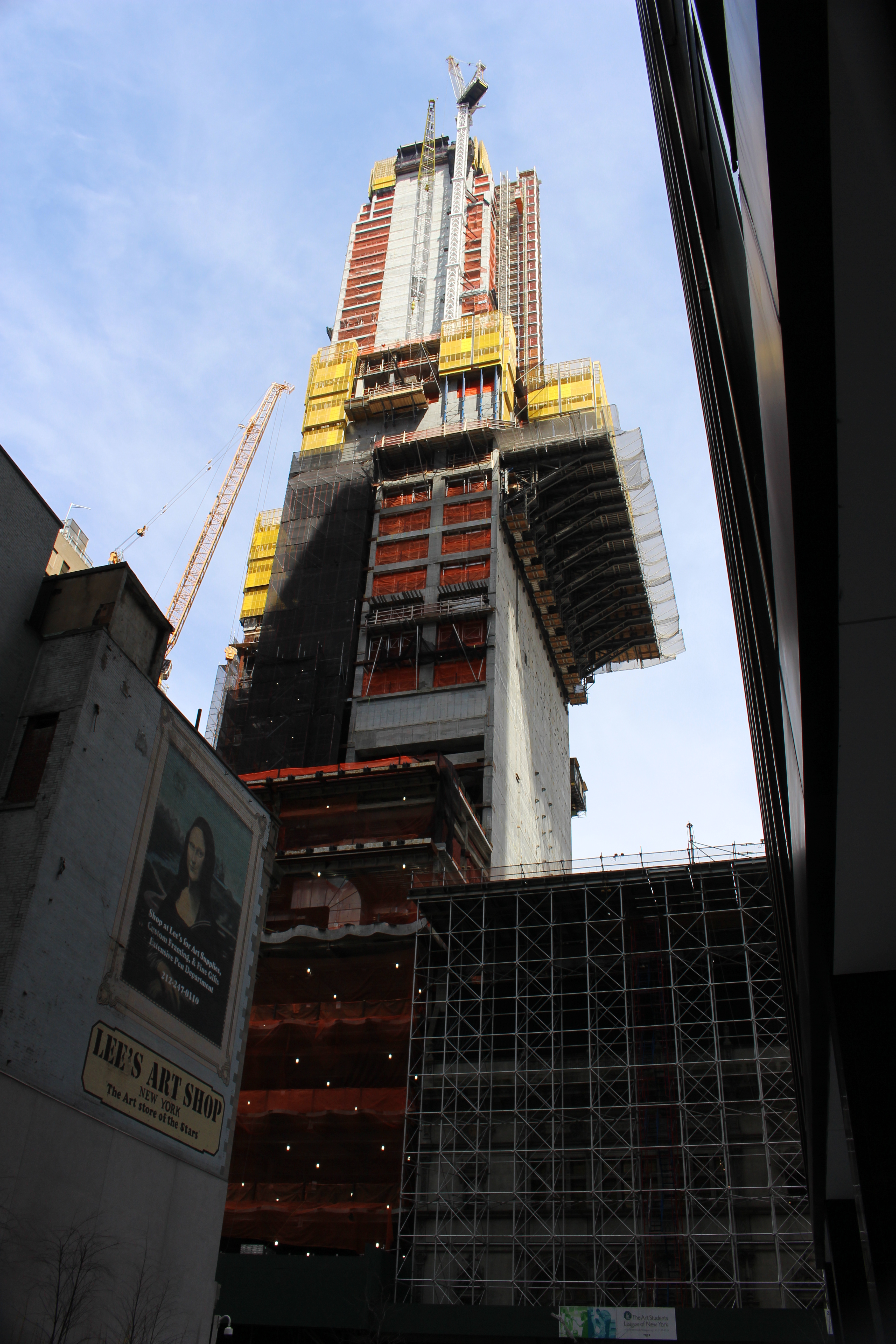
Der Turm am 10. April 2017
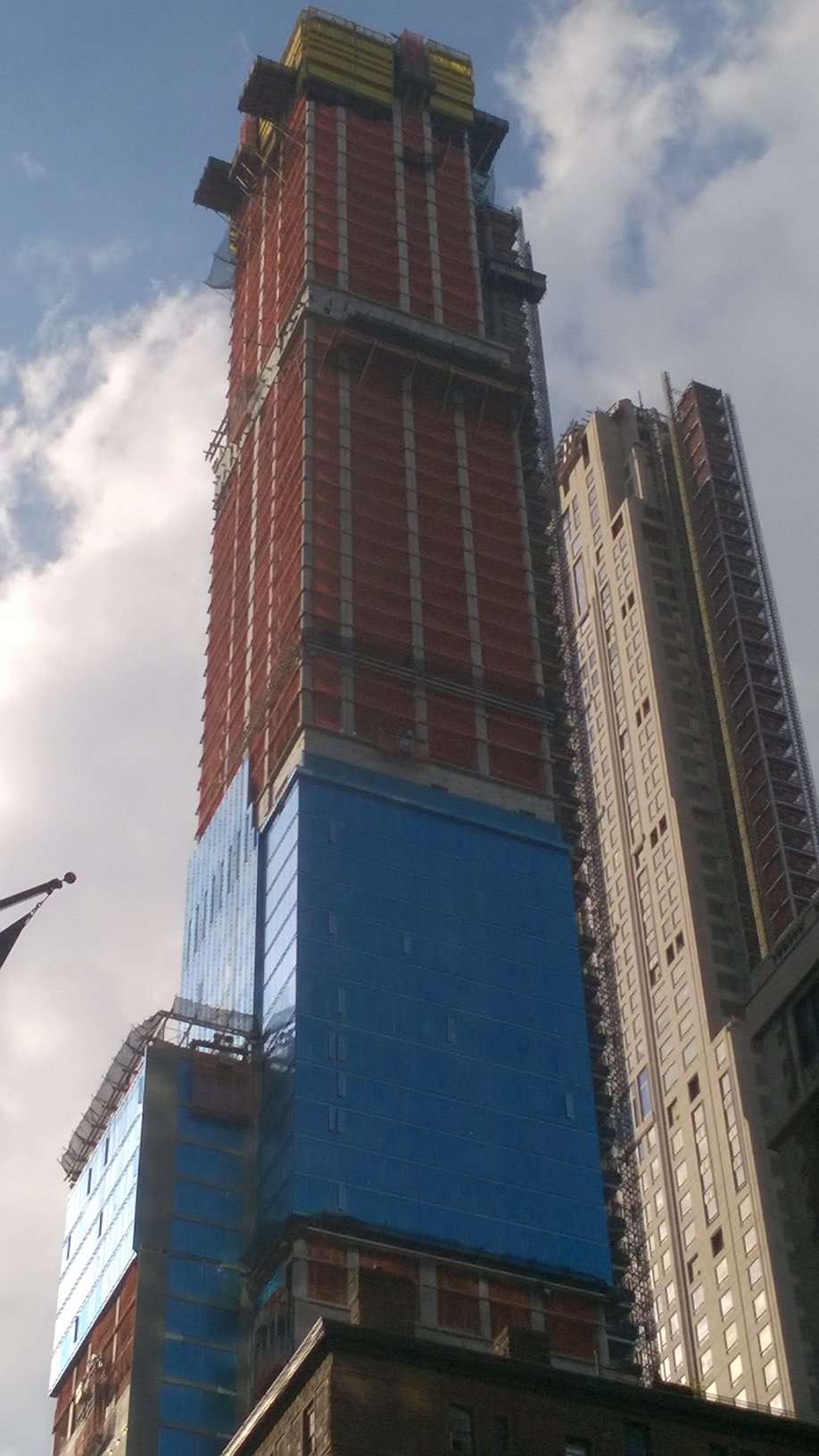
Das Gebäude am 28. April 2018
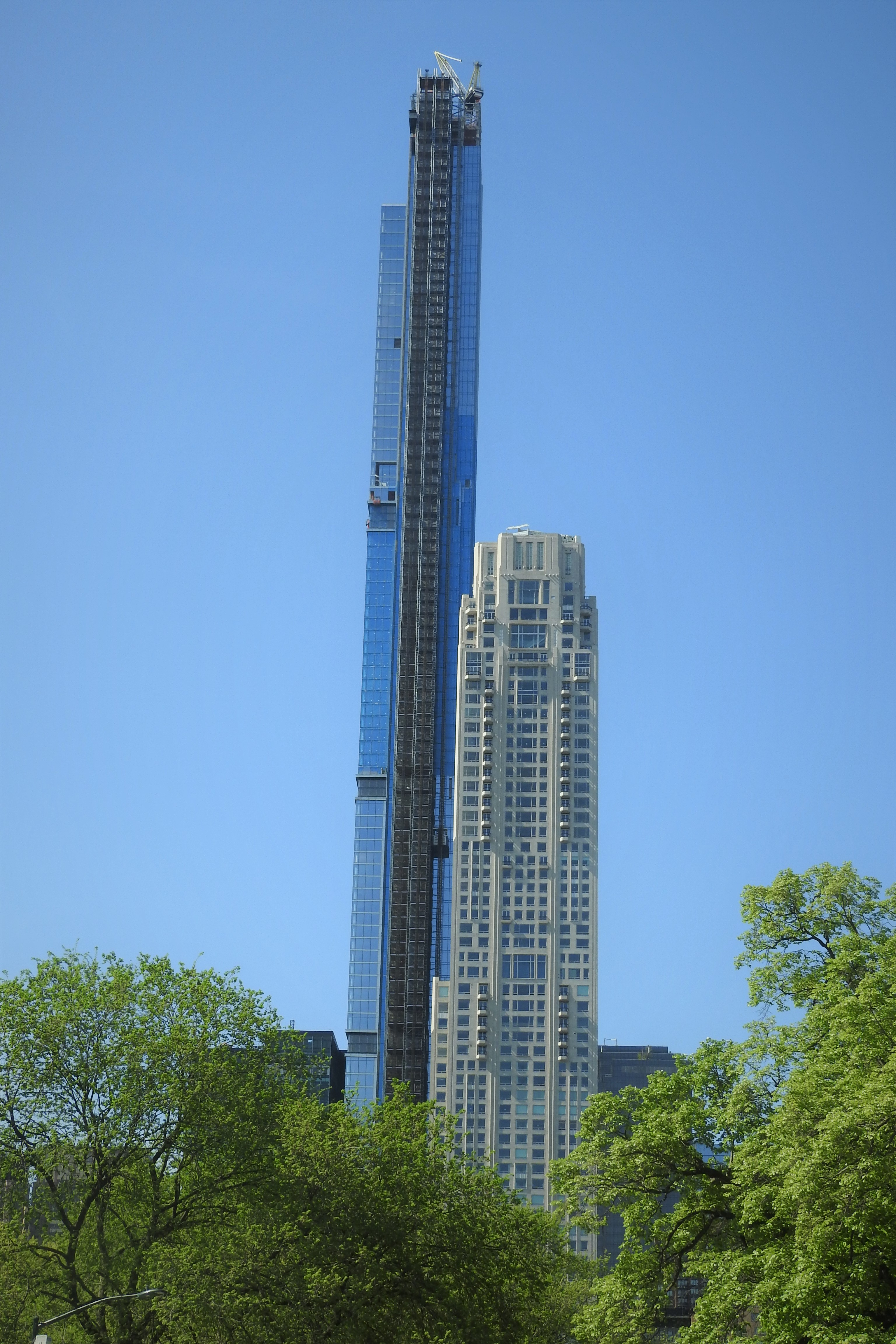
Das Gebäude am 4. Mai 2020
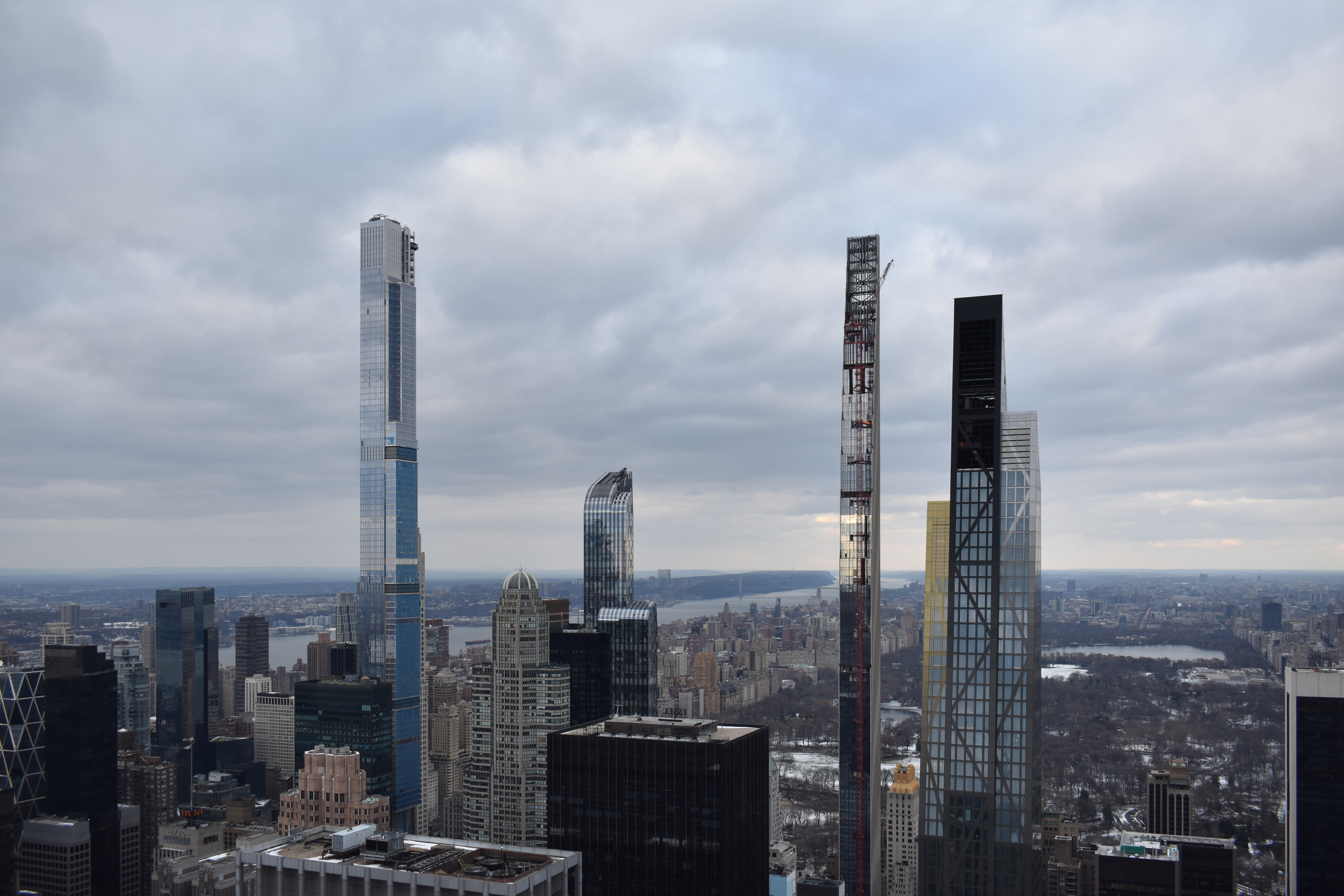
Central Park Tower im Ensemble der Billionaires' Row am 22. Dezember 2020

## Dokumentarfilme
- Terry Black: Das höchste Wohngebäude der Welt. Aus der Reihe Mega-Bauten (Building Up Giants - NYC Mega Skyscraper). USA, 2019, 42 Min. Produktion: Windfall Films.